# 皮伊 (科多尔省)
皮伊（法語：Puits，法語發音：[pɥi] ⓘ）是法国科多尔省的一个市镇，属于蒙巴尔区。

## 地理
皮伊（47°44'2"N, 4°27'37"E）面积20.79 平方千米，位于法国勃艮第-弗朗什-孔泰大區科多尔省，该省份为法国中东部省份，北起奥布省，西接涅夫勒省和约讷省，南至索恩-卢瓦尔省，东南接汝拉省，东临上索恩省，东北部与上马恩省接壤。
与皮伊接壤的市镇（或旧市镇、城区）包括：内勒和马苏、库尔米耶勒塞克、埃泰、萨瓦西、维莱讷昂迪埃穆瓦。

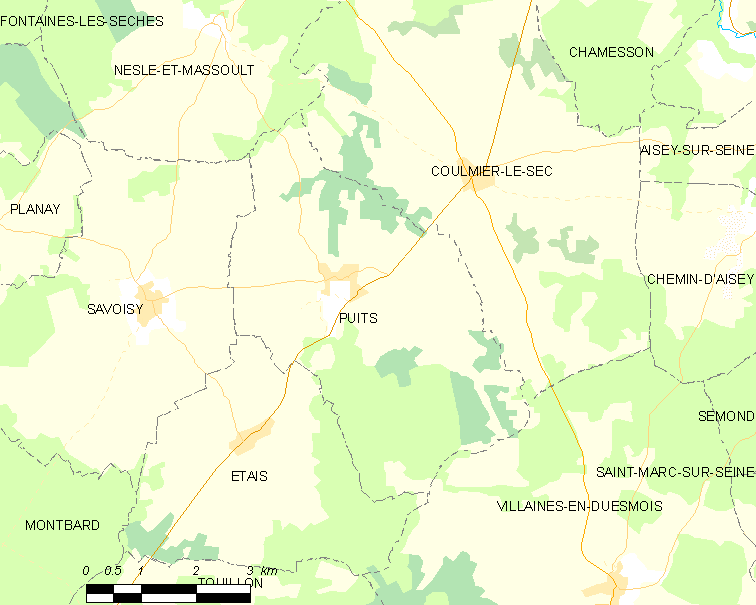
的OSM定位图

皮伊的时区为UTC+01:00、UTC+02:00（夏令时）。

## 行政
皮伊的邮政编码为21400，INSEE市镇编码为21511。

## 政治
皮伊所属的省级选区为塞纳河畔沙蒂永县。

## 人口

1962-2008年间人口变化图示

皮伊于2022年1月1日时的人口数量为136人。